# ناحیه حاسی رمل
ناحیه حاسی رمل (به عربی: دائرة حاسی الرمل) یک ناحیه در الجزایر است که در استان الاغواط واقع شده‌است. ناحیه حاسی رمل ۵٬۹۱۲ کیلومتر مربع مساحت و ۲۳٬۷۲۱ نفر جمعیت دارد.